# وحدة صيغة

'وحدة الصيغة في الكيمياء هي الصيغة المجملة لأي مركب كيميائي أيوني أو أي مركب تساهمي في شبكة ذرية، وهي تستخدم كوحدة مستقلة من أجل الحسابات الستوكيومترية.
في المركبات الأيونية تمثل وحدة الصيغة أقل نسبة عدد كامل من الأيونات الموجودة في مركب أيوني. تشمل الأمثلة كل من المركبات الأيونية NaCl و K2O والشبكة التساهمية من SiO2 و C في الألماس والغرافيت. لا توجد المركبات الأيونية كجزيئات منفصلة، بالتالي فإن وحدة الصيغة تشير إلى أقل نسبة من الأيونات في المركب.

## علم المعادن
يفيد استخدام مفهوم وحدة الصيغة في علم المعادن، لأن المعادن توجد على الأغلب على شكل صلب أيوني أو ضمن شبكة تساهمية. ويستخدم في هذا السياق في علم البلورات عدد وحدات الصيغة (Z) وأبعاد المحاور في تعريف وحدة الخلية.

## اقرأ أيضاً
- صيغة كيميائية
- صيغة مجملة